# Japan Ice Hockey League 2000/01
Die Saison 2000/01 war die 35. Spielzeit der Japan Ice Hockey League, der höchsten japanischen Eishockeyspielklasse. Meister wurde zum insgesamt zehnten Mal in der Vereinsgeschichte der Kokudo Ice Hockey Club.  

## Modus
In der Regulären Saison absolvierte jede der sechs Mannschaften insgesamt 40 Spiele. Die vier bestplatzierten Mannschaften qualifizierten sich für die Playoffs, in denen der Meister ausgespielt wurde. Für einen Sieg erhielt jede Mannschaft zwei Punkte, bei einem Unentschieden einen Punkt und bei einer Niederlage null Punkte.

## Reguläre Saison

### Tabelle
|    | Team                   | GP | W  | L  | T | GF  | GA  | Pts |
| -- | ---------------------- | -- | -- | -- | - | --- | --- | --- |
| 1. | Kokudo Ice Hockey Club | 40 | 25 | 13 | 2 | 152 | 118 | 52  |
| 2. | Ōji Eagles             | 40 | 21 | 16 | 3 | 148 | 132 | 45  |
| 3. | Yukijrushi Sapporo     | 40 | 21 | 17 | 2 | 122 | 114 | 44  |
| 4. | Nippon Paper Cranes    | 40 | 20 | 17 | 3 | 126 | 115 | 43  |
| 5. | Seibu Prince Rabbits   | 40 | 17 | 22 | 1 | 130 | 126 | 35  |
| 6. | Nikkō Ice Bucks        | 40 | 10 | 29 | 1 | 91  | 165 | 21  |

GP = Spiele, W = Siege, L = Niederlagen, T = Unentschieden

## Playoffs
|  | Halbfinale | Halbfinale             | Halbfinale |  |  | Finale | Finale                 | Finale |
|  |            |                        |            |  |  |        |                        |        |
|  |            |                        |            |  |  |        |                        |        |
|  | 1          | Kokudo Ice Hockey Club | 3          |  |  |        |                        |        |
|  | 4          | Nippon Paper Cranes    | 0          |  |  |        |                        |        |
|  |            |                        |            |  |  | 1      | Kokudo Ice Hockey Club | 3      |
|  |            |                        |            |  |  | 3      | Yukijrushi Sapporo     | 0      |
|  | 2          | Ōji Eagles             | 2          |  |  |        |                        |        |
|  | 3          | Yukijrushi Sapporo     | 3          |  |  |        |                        |        |
|  |            |                        |            |  |  |        |                        |        |